# 빌리티스
《빌리티스》(Bilitis)는 프랑스에서 제작된 데이비드 해밀턴 감독의 1977년 드라마, 멜로/로맨스 영화이다. 패티 다밴빌 등이 주연으로 출연하였고 데이비드 해밀턴 등이 제작에 참여하였다.

## 출연

### 주연
- 패티 다밴빌
- 모나 크리스튼슨
- 베르나르 지로도
- 질스 콜러

### 조연
- 마티유 까리에

## 기타
- 원작자: 피에르 루이